# Hugo Staudinger
Hugo Staudinger (* 5. Juli 1921 in Dresden; † 3. September 2004 in Paderborn) war ein deutscher Historiker und Wissenschaftstheoretiker.

## Leben
Hugo Staudinger wuchs in Dresden auf und besuchte dort das St.-Benno-Gymnasium. Nach dem Abitur 1940 studierte er Theoretische Physik an der TH Dresden, bis er zur Wehrmacht einberufen wurde. Er leistete Kriegsdienst in Russland und an der Westfront.
1947 kehrte er aus britischer Kriegsgefangenschaft zurück und nahm das Studium wieder auf. An der nach der Zerstörung wiedereröffneten Westfälischen Wilhelms-Universität in Münster studierte er nunmehr Geschichte, Philosophie, Latein und Theologie und legte sein Erstes Staatsexamen in Geschichte, Philosophie und Latein ab. 1950 wurde er mit der Arbeit Weltordnung und Reichsverfassung bei Otto von Freising an der Philosophischen Fakultät der Westfälischen Wilhelms-Universität promoviert.
Nach Abschluss der Pädagogischen Prüfung im Jahr 1952 wurde er in den Höheren Schuldienst des Landes Nordrhein-Westfalen übernommen. Er unterrichtete am Mariengymnasium Werl (Kreis Soest). Während dieser Zeit wurde er auch Fachberater der Schulaufsichtsbehörde für Zeitgeschichte. 1962 wurde Staudinger zum Professor für Politische Bildung und Didaktik der Geschichte
an die Pädagogische Hochschule Paderborn berufen. Nach der Gründung der Universität-Gesamthochschule Paderborn lehrte er an derselben als ordentlicher Universitätsprofessor.
Hugo Staudinger war seit 1951 mit Hilde Staudinger, geborene Kröger, verheiratet. Aus der Ehe gingen sechs Kinder hervor.

## Wirken
1963 brachte der Bayerische Schulbuch Verlag das dreibändige Geschichtswerk mit dem Titel Unsere Geschichte – Unsere Welt heraus, das Staudinger zusammen mit den Historikern Heribert Hilgenberg und Elmar Wagner verfasst hatte.
Schon am 1. Juni 1958 hatte Staudinger zusammen mit früheren Kollegen und interessierten Gleichgesinnten in Frankfurt am Main das Deutsche Institut für Bildung und Wissen (DIBW) gegründet, dessen Hauptgeschäftsstelle später nach Paderborn verlegt wurde. In seiner Satzung hatte das Institut sich zum Ziel gesetzt, „den Menschen das Wissen unserer Zeit in sinnvoller Ordnung zu vermitteln, den Blick für die Gesamtwirklichkeit zu öffnen und dadurch eine umfassende Bildung zu ermöglichen“. Um diesem Auftrag gerecht zu werden, versammelte das Institut Wissenschaftler aller Disziplinen und Fachrichtungen in Arbeitskreisen und größeren Tagungen, die jeweils unter ein bestimmtes Thema gestellt wurden.
Aus den hier gemachten Erfahrungen ging der Wunsch nach einer eigenen Forschungsstelle hervor. 1970 gründete Staudinger das Institut für wissenschaftliche Grundlagenforschung und entwickelte dafür eine neue Methode interdisziplinärer und interkonfessioneller Zusammenarbeit. Über viele Jahre war er Direktor dieses Instituts.
Nach der Zerschlagung des Nationalsozialismus bedurfte es neuer geistiger Ausrichtung in Gesellschaft, Politik und Wissenschaft. Mit den nun einströmenden bildungspolitischen, weltanschaulichen und wissenschaftlichen Einflüssen traten aber neue Schwierigkeiten für die geistige Orientierung der Menschen auf. Ihnen suchte Staudinger auf verschiedenen Gebieten zu begegnen.
Er wandte sich gegen den Anspruch totalitärer Weltanschauungen und erteilte dem pädagogischen Relativismus eine Absage, befasste sich mit Max Horkheimer und der Frankfurter Schule und setzte sich mit aktuellen historischen, philosophischen und naturwissenschaftlichen Fragen auseinander. In das Zentrum seiner Tätigkeit traten jedoch zunehmend anthropologische Grundfragen, die er vom Boden der christlichen Botschaft her zu beantworten suchte. Letztlich ging es ihm um die metaphysischen Hintergründe menschlicher Existenz.
Als Ergebnis der Forschungsarbeit des Instituts wurden 16 Bücher veröffentlicht, die zum Teil von Staudinger allein, zum Teil in Zusammenarbeit mit Mitgliedern des Instituts verfasst wurden. Hinzu kamen zahlreiche Aufsätze und viele Vorträge. Der letzte Aufsatz Staudingers mit dem Titel Mythos und Geschichte erschien wenige Wochen vor seinem Tod (3. September 2004) im ibw-Journal, der vom Institut für Bildung und Wissen über 43 Jahre sechsmal pro Jahr herausgegebenen Zeitschrift.
Etwa eineinhalb Jahre nach seinem Tod wurde das Institut für Bildung und Wissen mit Wirkung vom 31. Dezember 2005 aufgelöst und das Erscheinen des ibw-Journals eingestellt.
Auf Grund seiner Verdienste war Staudinger Ehrenmitglied des Deutschen Instituts für Bildung und Wissen und Komtur des päpstlichen Silvesterordens. Ihm wurde am 23. März 1992 das Bundesverdienstkreuz am Bande verliehen.

## Schriften
- zusammen mit Heribert Hilgenberg und Elmar Wagner: Unsere Geschichte – Unsere Welt, Bayerischer Schulbuchverlag, München 1963/64 1. Aufl., 1967 2. Aufl.
- Mensch und Politik, Wege der Menschwerdung, Bd. 5, Spee-Verlag, Trier 1967, ISBN 3-87760-001-8
- Gott: Fehlanzeige? Überlegungen eines Historikers zu Grundlagen seiner Wissenschaft, Spee-Verlag, Trier 1968
- Mensch und Staat im Strukturwandel der Gegenwart, Schöningh-Verlag, Paderborn 1971
- Humanität und Religion, Briefwechsel und Gespräch mit Max Horkheimer, Naumann Verlag, Würzburg 1974, 2. Aufl.  1991, ISBN 3-921155-12-6
- zusammen mit Wolfgang Behler: Chance und Risiko der Gegenwart – eine kritische Analyse der wissenschaftlich-technischen Welt, Schöningh-Verlag, Paderborn 1976, ISBN 3-506-78631-8
- zusammen mit Johannes Schlüter: Wer ist der Mensch? Entwurf einer offenen und imperativen Anthropologie, Burg-Verlag, Stuttgart und Bonn 1981, ISBN 3-922801-86-2
- Die Frankfurter Schule. Menetekel der Gegenwart und Herausforderung an die christliche Theologie, Naumann, Würzburg 1982, ISBN 3-88567-030-5
- zusammen mit Wolfgang Behler: Grundprobleme menschlichen Nachdenkens – Eine Einführung in modernes Philosophieren, Herderbücherei Band 1146, Freiburg 1984, ISBN 3-451-08146-6
- zusammen mit Johannes Schlüter: An Wunder glauben? Gottes Allmacht und moderne Welterfahrung, Herderbücherei Band 1258, Freiburg 1986, ISBN 3-451-08258-6
- zusammen mit Georg Masuch: Geschöpfe ohne Schöpfer? Der Darwinismus als biologisches und theologisches Problem, Brockhaus Verlag, Wuppertal 1987, ISBN 3-417-29523-8
- zusammen mit Johannes Schlüter: Die Glaubwürdigkeit der Offenbarung und die Krise der modernen Welt, Burg Verlag, Stuttgart und Bonn 1987, ISBN 3-922801-67-6
- zusammen mit Richard Krenzer: Ethik der Wissenschaft und der Technologie, Brockhaus Verlag, Wuppertal 1989, ISBN 3-417-2690-16
- Ethische Fragen im Bereich der Biotechnik, insbesondere der Gentechnologie, Brockhaus Verlag, Wuppertal 1990, ISBN 3-417-26905-9
- Gotteswort und Menschenwort – Kritische Überlegungen angesichts der Wege und Irrwege moderner Exegese, Bonifatius GmbH Druck-Buch-Verlag, Paderborn 1993, ISBN 3-87088-770-2
- Die historische Glaubwürdigkeit der Evangelien, 7. Auflage, Brockhaus, 1988, ISBN 3-417-29526-2
- zusammen mit Carsten Peter Thiede: Das Glaubensbekenntnis. Bonifatius Verlag, Paderborn 1992, ISBN 3-87088-712-5.
- zusammen mit Joseph Ratzinger und Heinz Schütte: Zu Grundfragen der Theologie heute, Paderborn 1992, ISBN 3-87088717-6
- Gott, die Wahrheit der Welt? Von der Vernunft des Glaubens, Brockhaus, Wuppertal 1997, ISBN 3-417-29076-7
- Kirchengeschichte als Interpretation der Weltgeschichte, Christiana-Verlag, Stein am Rhein 1998, ISBN 3-7171-1051-9
- zusammen mit Hermann Rick: Glauben im dritten Jahrtausend nach Christi Geburt. Der Anspruch der christlichen Offenbarung, Johann Wilhelm Naumann Verlag, Würzburg 1999, ISBN 3-88567-083-6
- Geschichte kritischen Denkens von den Anfängen bis zur Gegenwart, Christiana-Verlag, Stein am Rhein 2000, ISBN 3-7171-1078-0